# Oed Markt
Oed Markt ist eine Katastralgemeinde und als Oed eine Ortschaft der Marktgemeinde Oed-Oehling im Bezirk Amstetten in Niederösterreich.

## Lage
Der Ort westlich von Amstetten liegt an der Wiener Straße (B 1) und damit an der mittelalterlichen „Hochstraße“ und der ehemaligen Römerstraße „strata publica“.

## Gliederung
- Oed, Oedschachen und Saugraben.

## Geschichte
Urkundlich um 1140 genannt wurde der Ort 1318 zum Markt erhoben. 1580 bestand ein Bürgerspital. 1630 ein Marktziegelstadl, die Ziegelei wurde 1878 geschlossen.
1972 wurde Oed mit Öhling zusammengelegt.

## Verbauung
Der planmäßige Straßenmarkt hat zweigeschoßige traufständige Straßentrakte mit teils erhaltenen späthistoristischen Fassaden aus 1868 bis 1882.

## Kultur und Sehenswürdigkeiten

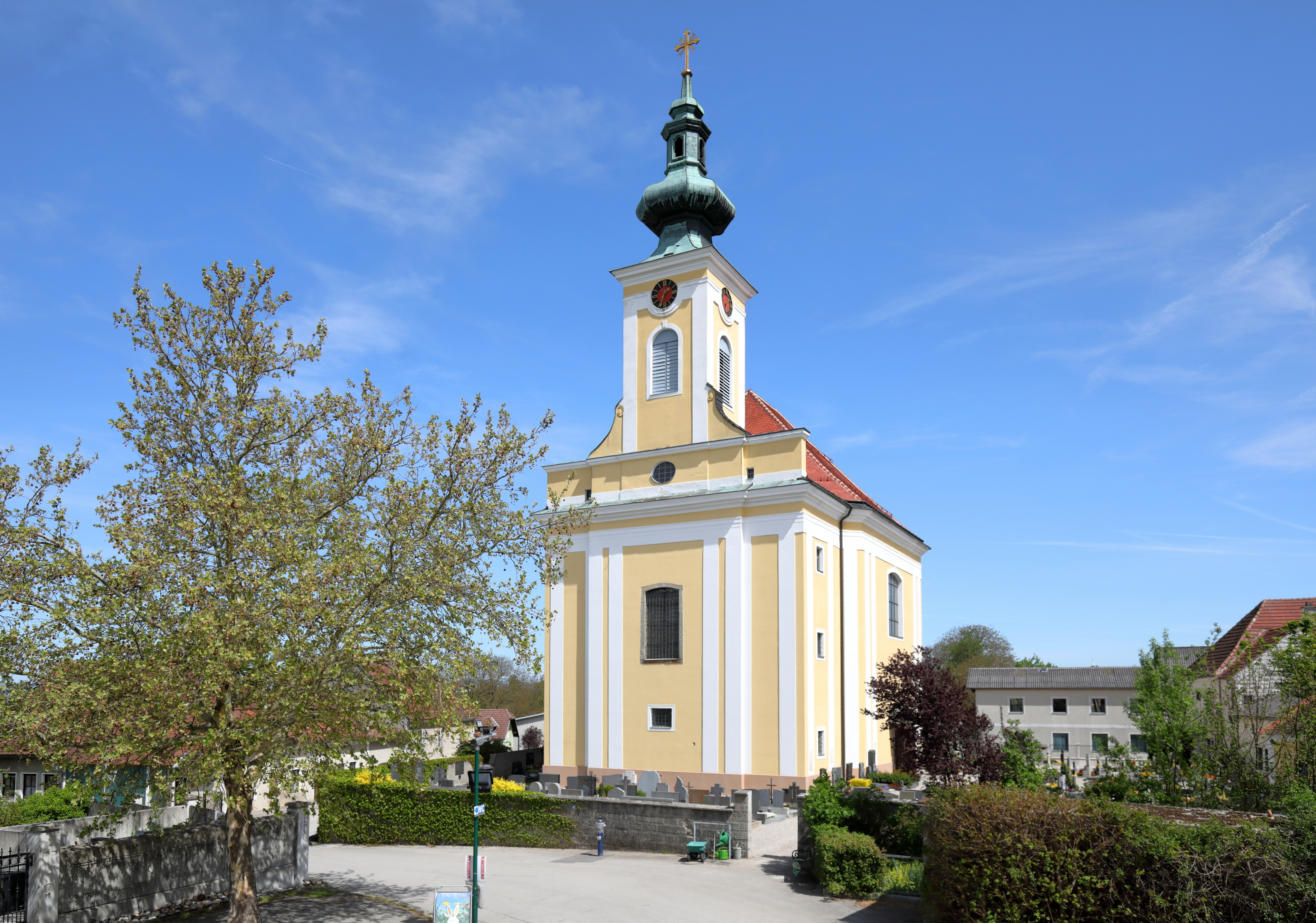
Pfarrkirche Oed Markt

- Katholische Pfarrkirche Oed Markt Hll. Peter und Paul